# Morgan Township (comté de Franklin, Iowa)
Pour les articles homonymes, voir Morgan Township.
Morgan Township est un township, du comté de Franklin en Iowa, aux États-Unis,.
Il est nommé en l'honneur de Lewis H. Morgan, un pionnier originaire du Kentucky.